# Ponera coarctata

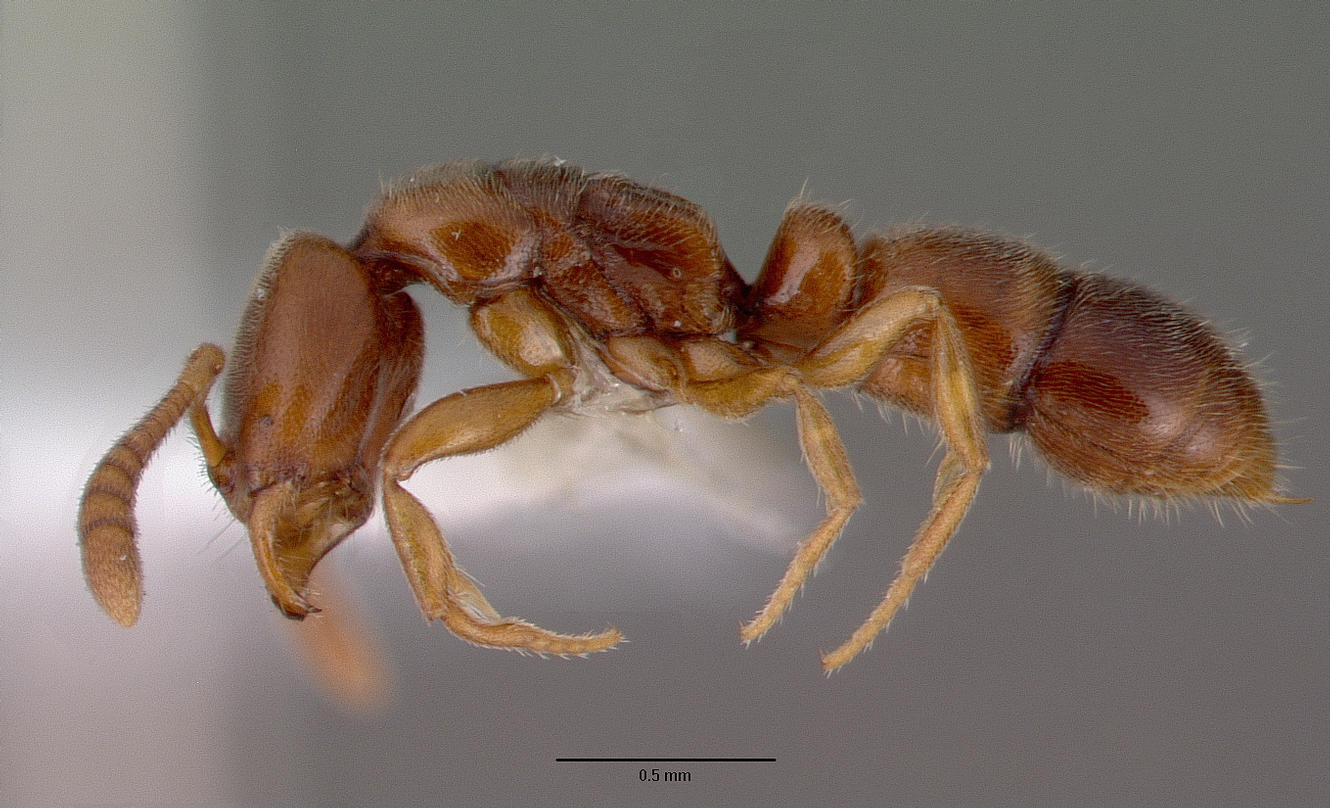
Рабочий муравей Ponera coarctata, вид сбоку

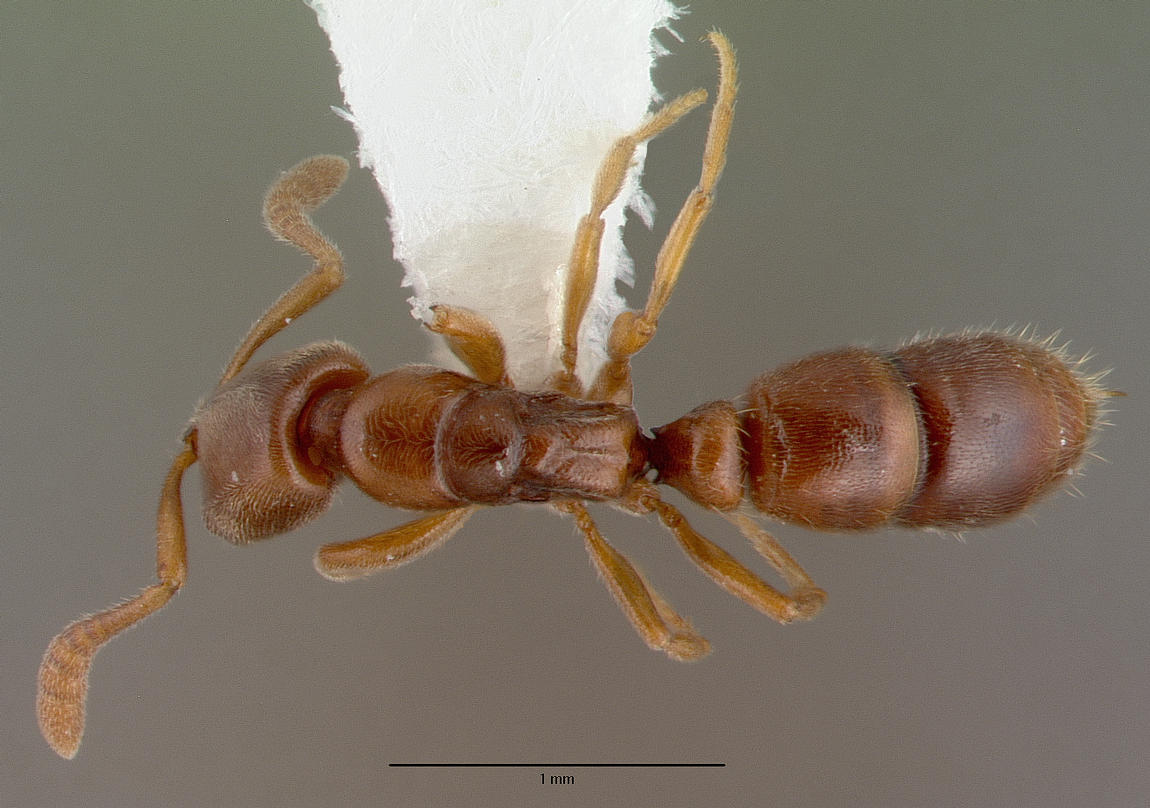
Рабочий муравей Ponera coarctata, вид сверху

Ponera coarctata (лат.) — вид мелких муравьёв рода Ponera из подсемейства Ponerinae (Ponerini, Formicidae). Палеарктика.

## Распространение
Западная Палеарктика: Южная и Центральная Европа от Португалии до Кавказа и от Северной Африки до Голландии (Collingwood 1979).

## Описание
Мелкого размера муравьи коричневого цвета (2-4 мм). Голова вытянутая. Глаза мелкие и неотчётливые, оцеллии отсутствуют. Стебелёк между грудкой и брюшком состоит из одного массивного членика (петиоль). Гнёзда в земле, под камнями. Семьи очень мелкие: 2-3 матки и 12-60 рабочих. Хищники. Крылатые особи отмечены с августа по сентябрь
. Рекордная численность семей отмечена в количестве 135 имаго и 238 коконов на одно гнездо.

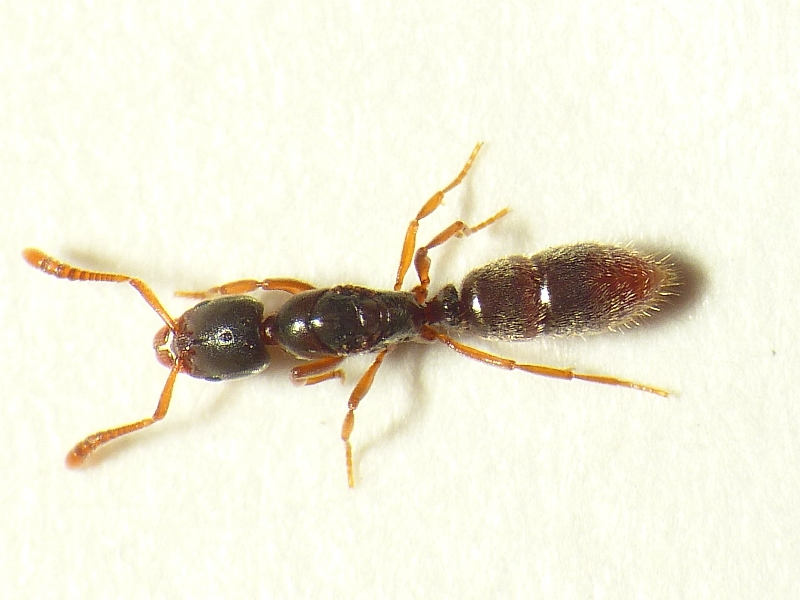
Матка